# Christian-Schad-Archiv
Das Christian-Schad-Archiv in Miesbach ist ein wissenschaftliches Archiv, welches das Leben und Werk des Malers Christian Schad in seiner ganzen Bandbreite darstellt und vermittelt. Es wurde von Günter A. und Marie-Luise Richter begründet und Ende 2017 von der der Stadt Miesbach angekauft. Es ist an das Stadtarchiv Miesbach angegliedert und soll zukünftig öffentlich zugänglich sein.

## Christian Schad und Miesbach
Christian Schad ist einer der weltweit bedeutendsten Künstler der Neuen Sachlichkeit. Er ist 1894 in Miesbach geboren und damit der berühmteste Sohn seiner Geburtsstadt. Schad entstammte mütterlicherseits der in Miesbach ansässigen, wohlhabenden Brauerei- und Bergwerksdirektorenfamilie Waitzinger-Fohr. Während er in München aufgewachsen ist und ihn sein Lebensweg in bedeutende Städte wie Zürich, Rom, Wien und Berlin führte, hatte Christian Schad stets ein enges Verhältnis zu seinem Geburtsort. In den nahen Bergen hatte die Familie zudem eine Hütte, wo sich Schad oft aufhielt. 1974 und 1979 fanden auf Initiative von Bürgermeister Hans Schuhbeck erste Einzelausstellungen seiner Werke in Miesbach statt. Wenig später begann der Ankauf von Werken Schads durch die Stadt. Nach dem Tod Schads im Jahre 1982 blieb der Kontakt mit der Witwe Bettina Schad und dem Sohn Nikolaus Schad erhalten. Ein Resultat dieser Kooperation war 1999 die große Retrospektive im zwei Jahre zuvor eröffneten städtischen Waitzinger Keller – Kulturzentrum Miesbach. Zuletzt fand 2014 eine vielbeachtete Ausstellung von Druckgrafik und „Schadographien“ im Waitzinger Keller statt.

## Geschichte des Archivs
Das Christian-Schad-Archiv entstand seit 1972 aus der engen und freundschaftlichen Zusammenarbeit des Ehepaars Günter A. und Marie-Luise Richter (Edition G. A. Richter) mit Christian Schad. 1974 wurde zum 80. Geburtstag Schads die erste große Einzelausstellung organisiert. Zugleich begann die Sammeltätigkeit für ein Künstlerarchiv. Die Edition G. A. Richter verlegte in der Folge grafische Werke Schads und sorgte für ein Wiederentdecken des Künstlers. Das Christian-Schad-Archiv wurde in den Folgejahren stetig erweitert und hat damit eine eigenständige Bedeutung für die Forschung über Christian Schad erlangt. Ende 2017 wurde es von der Stadt Miesbach erworben und an seinem neuen Standort im Miesbacher Rathaus am 6. Mai 2018 eröffnet. Zusammen mit der etwa 150 Arbeiten umfassenden grafischen Sammlung Schads, welche sich als eigenständiger Bestand im Besitz der Stadt befindet, gibt es damit einen einzigartigen Schatz zur Erforschung des Künstlers und Menschen Christian Schad sowie der ihn beeinflussenden und von ihm beeinflussten Kunststile des Dadaismus und des Magischen Realismus.

## Bestand
Das Christian-Schad-Archiv befindet sich als eigenständige Abteilung des Stadtarchivs im Rathaus der Stadt Miesbach. Es soll nach Erschließung der Bestände öffentlich zugänglich sein.
In elf Kartons ruht die Schwarzweißdokumentation von Gemälden und Arbeiten auf Papier, fünf Kartons enthalten Ektachrome seiner Gemälde, teilweise Aufnahmen von Bildern, die nicht mehr zugänglich sind, die Dokumentation seiner frühen Schadographien 1919 als Fotoreproduktionen, die Kontaktnegative der Prints zu den Schadographien, vom Künstler nachgearbeitet und mit der Druckfreigabe. Da Schad 1916 in Zürich bei den Dada-Veranstaltungen mitwirkte und auch davon beeinflusst wurde, enthält das Archiv viel Literatur zu Dada. Im Besonderen Druckschriften seines Freundes und Anregers Walter Serner.
Die Korrespondenz mit Kunsthistorikern und Autoren füllt einige Ordner. Auch die bereits geschriebenen Essays, teilweise unveröffentlicht, füllen weitere Ordner. Die Typoskripte der Werkverzeichnisse, Gemälde, Schadographien, Druckgrafien und Zeichnungen sowie Aquarelle sind dokumentiert.
Ein großer Schatz sind die Personality-Fotos vom Künstler, Bleistiftskizzen, Handschriftliches, meist zu seinen grafischen Arbeiten, niedergeschriebene Gedanken zur Kunst. Der Versuch eines Theaterstückes (handgeschrieben), sechs Dissertationen über Schad (Frankreich, Italien, Deutschland), Original-Zeitschriftentitel mit Gemälden, verlegt in der Zeit 1927 bis 1942. Internationale Auktionskataloge, die Schads Bilder zeigen mit den entsprechenden Ergebnissen. Schutzumschläge unter Verwendung von Schad-Gemälden, meist im Piper-Verlag erschienen.